# Fuchsstadt
Fuchsstadt est une commune de Bavière (Allemagne), située dans l'arrondissement de Bad Kissingen, dans le district de Basse-Franconie.

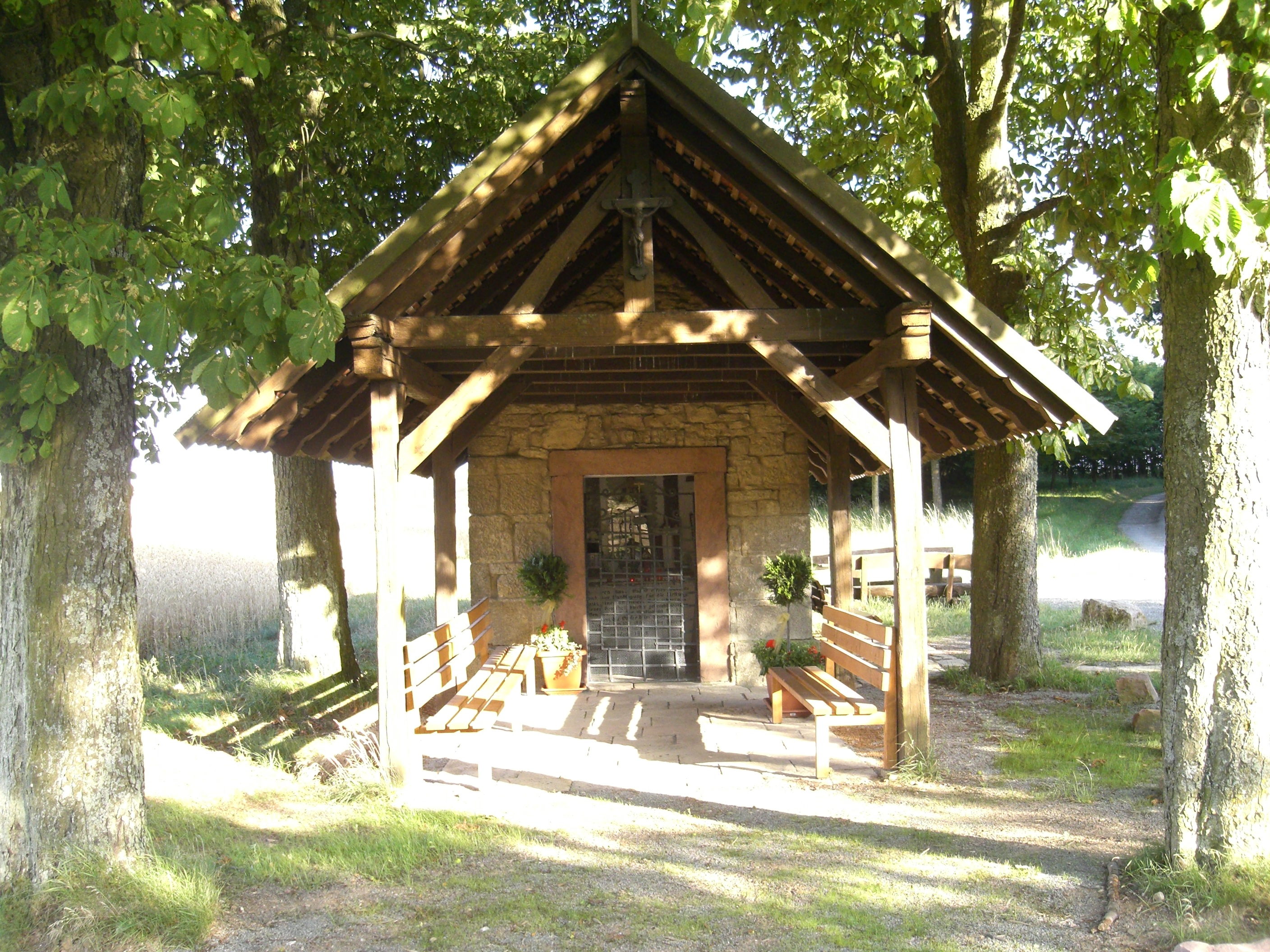
Une chapelle près de Fuchsstadt.

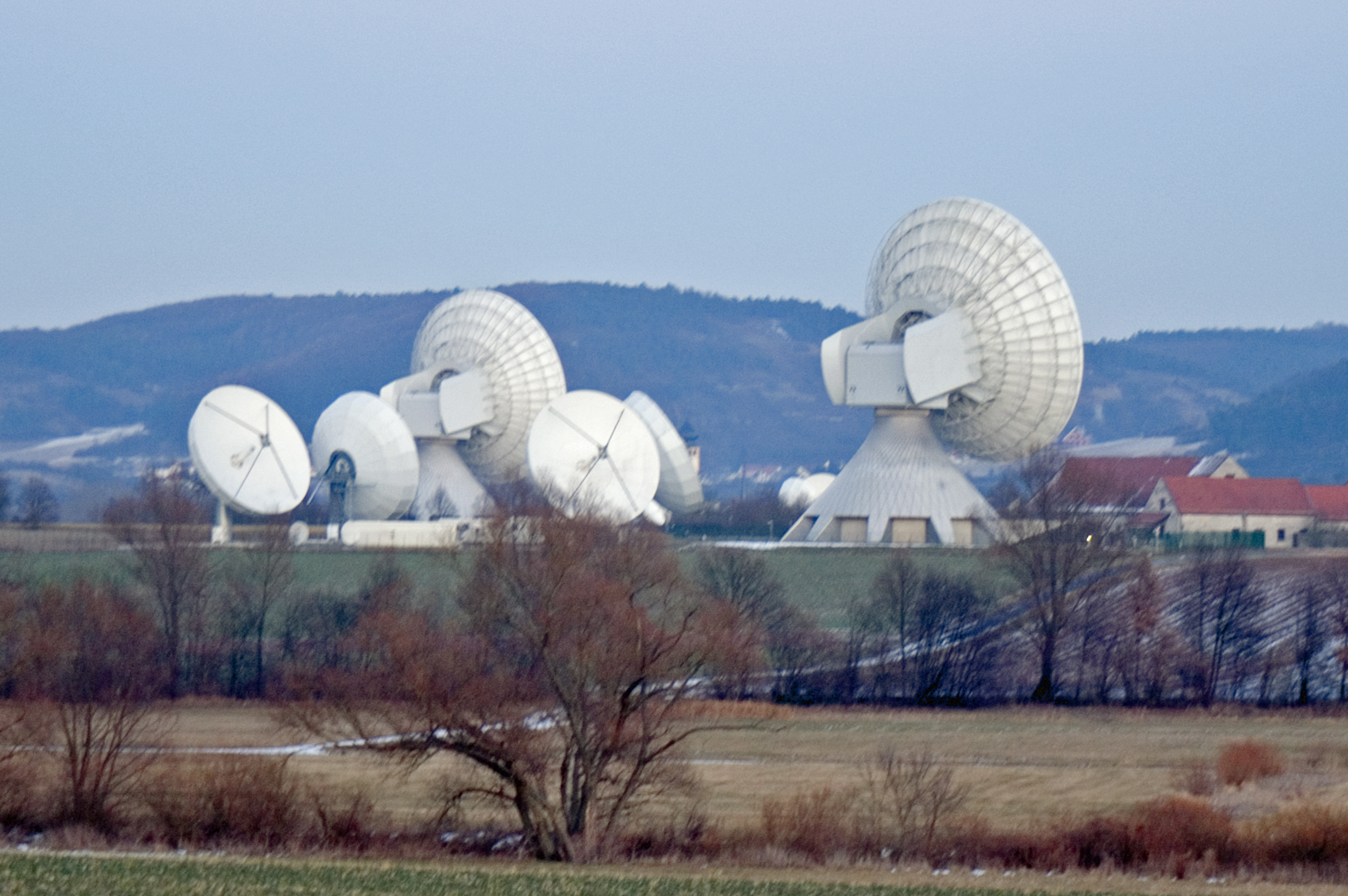
Vue sur la station de transmission radio Intelsat de Fuchsstadt.